# Asplenium phillipsianum
Asplenium phillipsianum là một loài thực vật có mạch trong họ Aspleniaceae. Loài này được (Kümmerle) Bir, Fraser-Jenk. & Lovis miêu tả khoa học đầu tiên năm 1985.